# Grenzdenkmal Wülperode
Das Grenzdenkmal Wülperode ist ein Denkmal, das an die Zeit der deutschen Teilung erinnert. Es liegt auf dem Gebiet von Wülperode im Landkreis Harz, in direkter Nachbarschaft zu Wiedelah im Landkreis Goslar. Es umfasst ein original erhaltenes Teilstück der Grenzanlagen der DDR.
Das Gelände war über Jahre zugewachsen; es wurde von Mitgliedern des Heimatvereins Abbenrode sowie von Lehrern und Schülern des Fallstein-Gymnasiums im nahen Osterwieck als Denkmal hergerichtet. Informationstafeln wurden erarbeitet und aufgestellt. Das Gelände steht inzwischen unter Denkmalschutz.

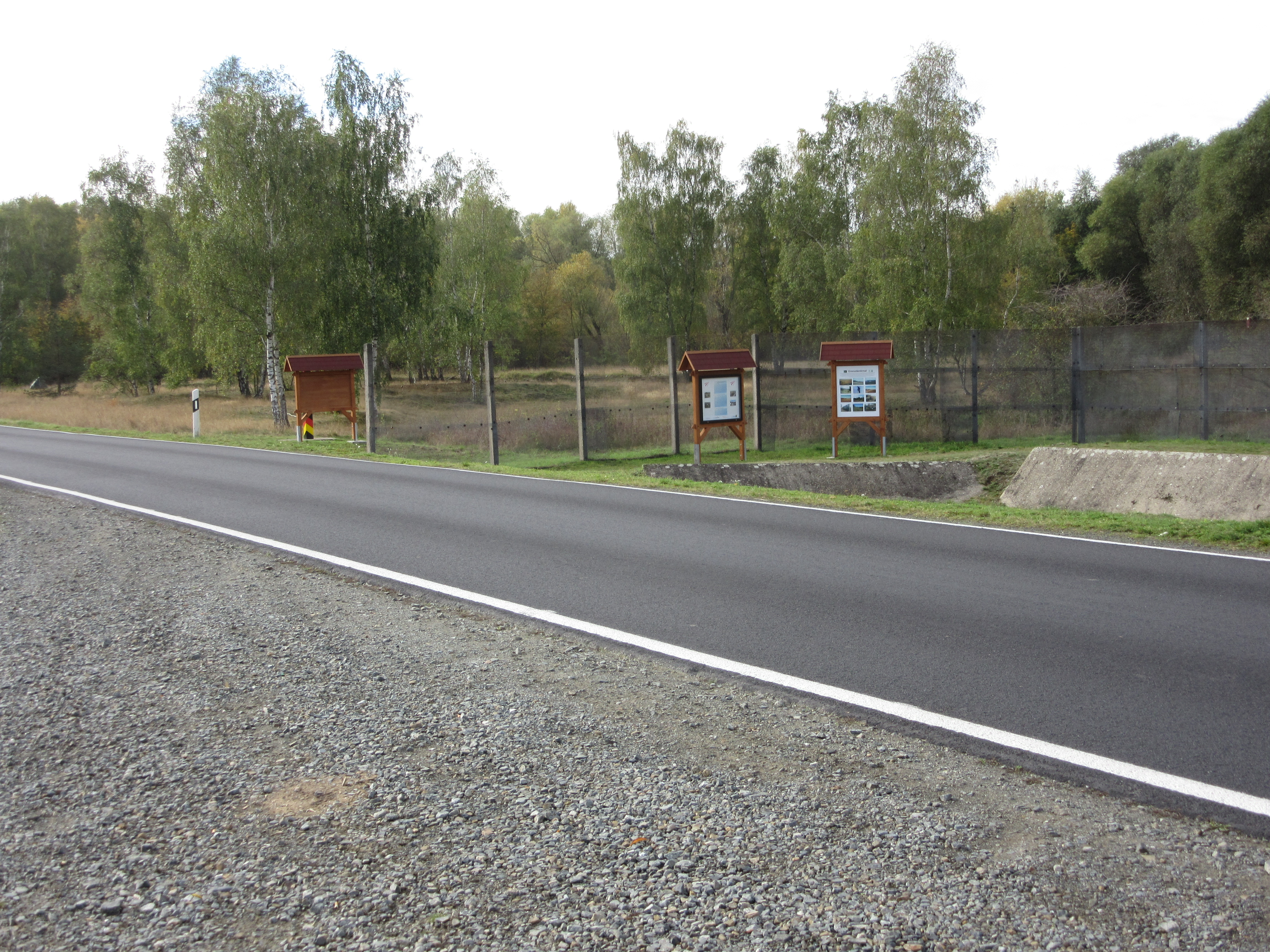
Grenzdenkmal Wülperode
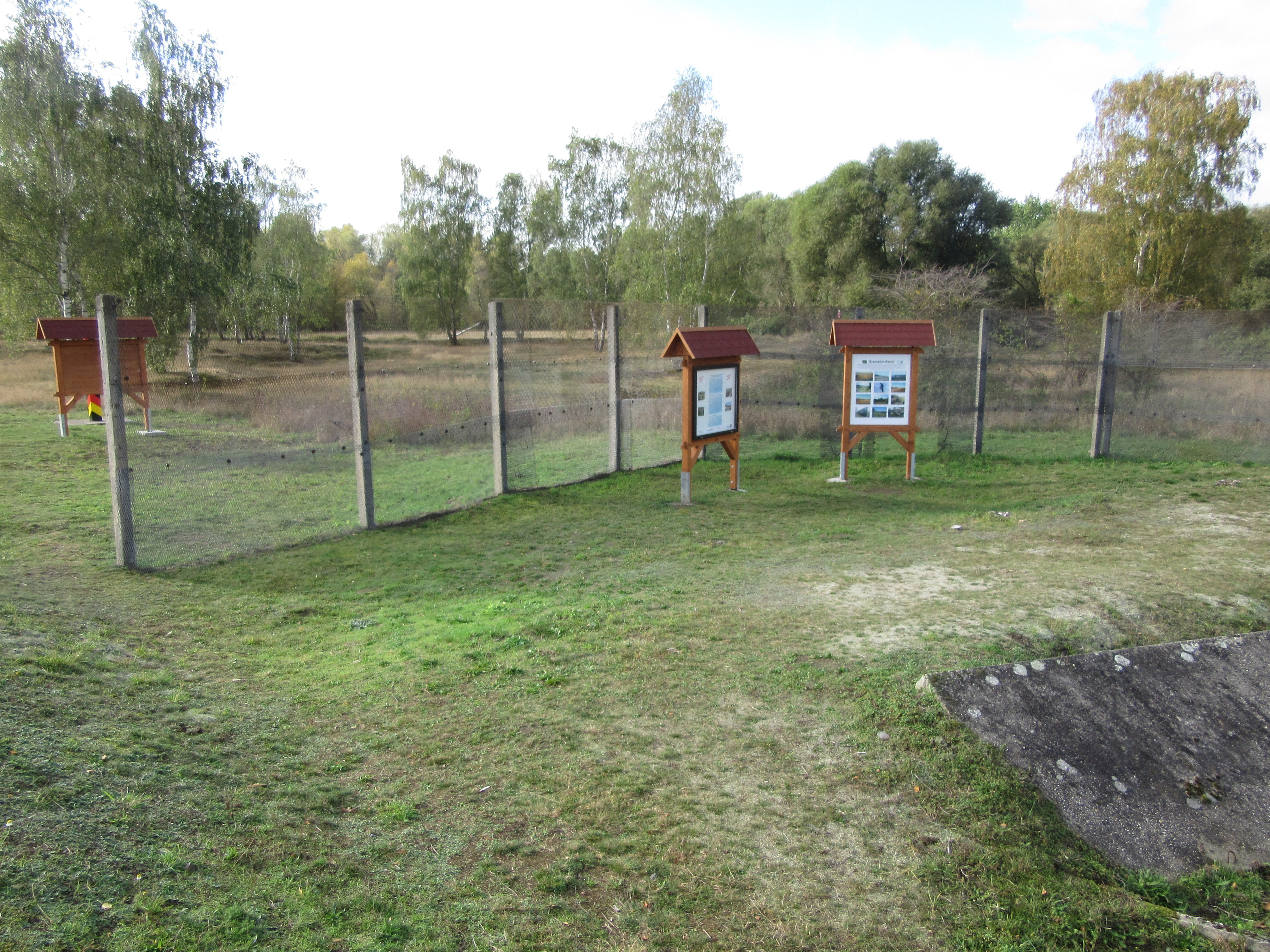
Grenzdenkmal Wülperode mit Informationstafeln
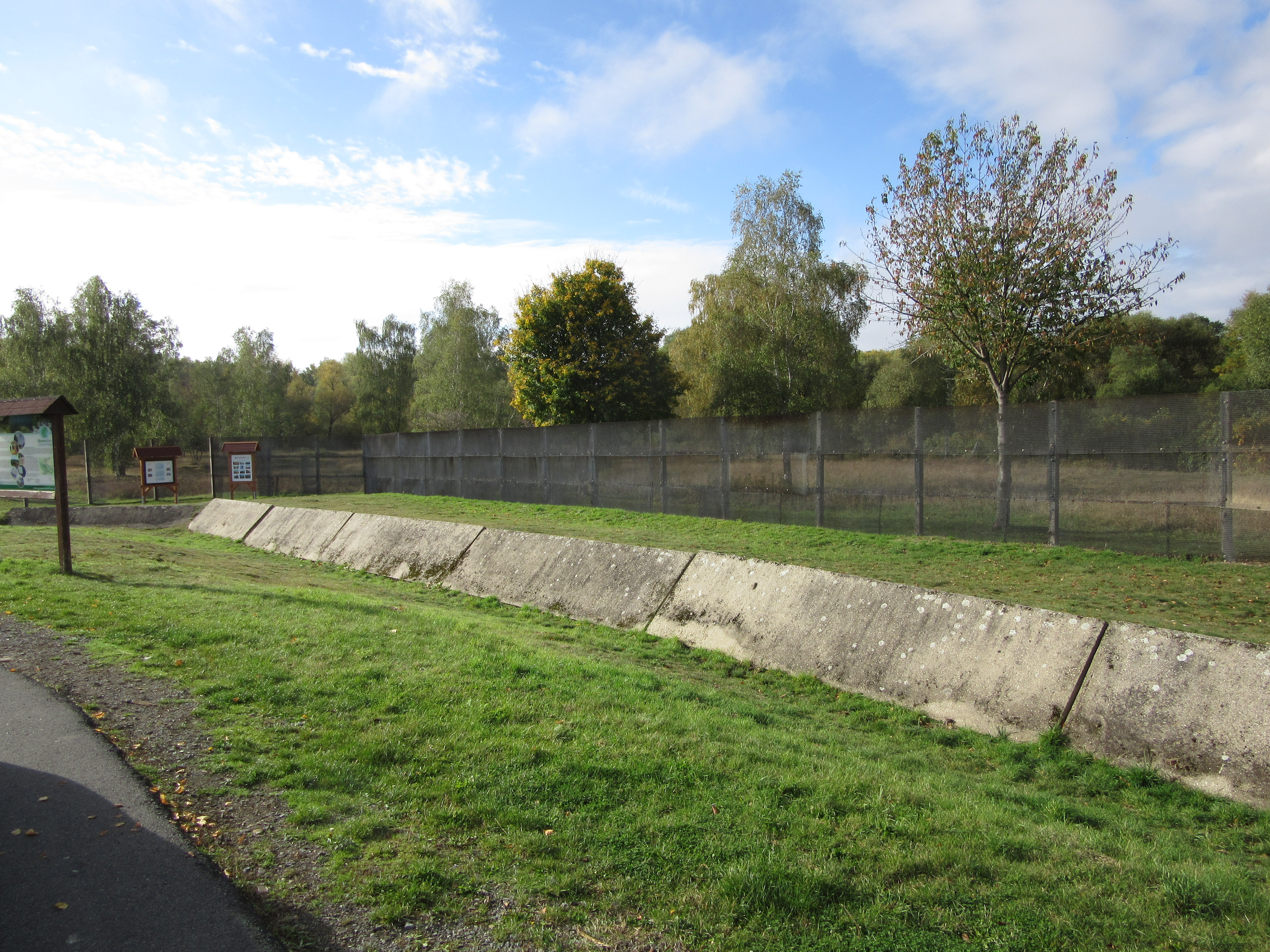
Blick auf Fahrzeugblockaden
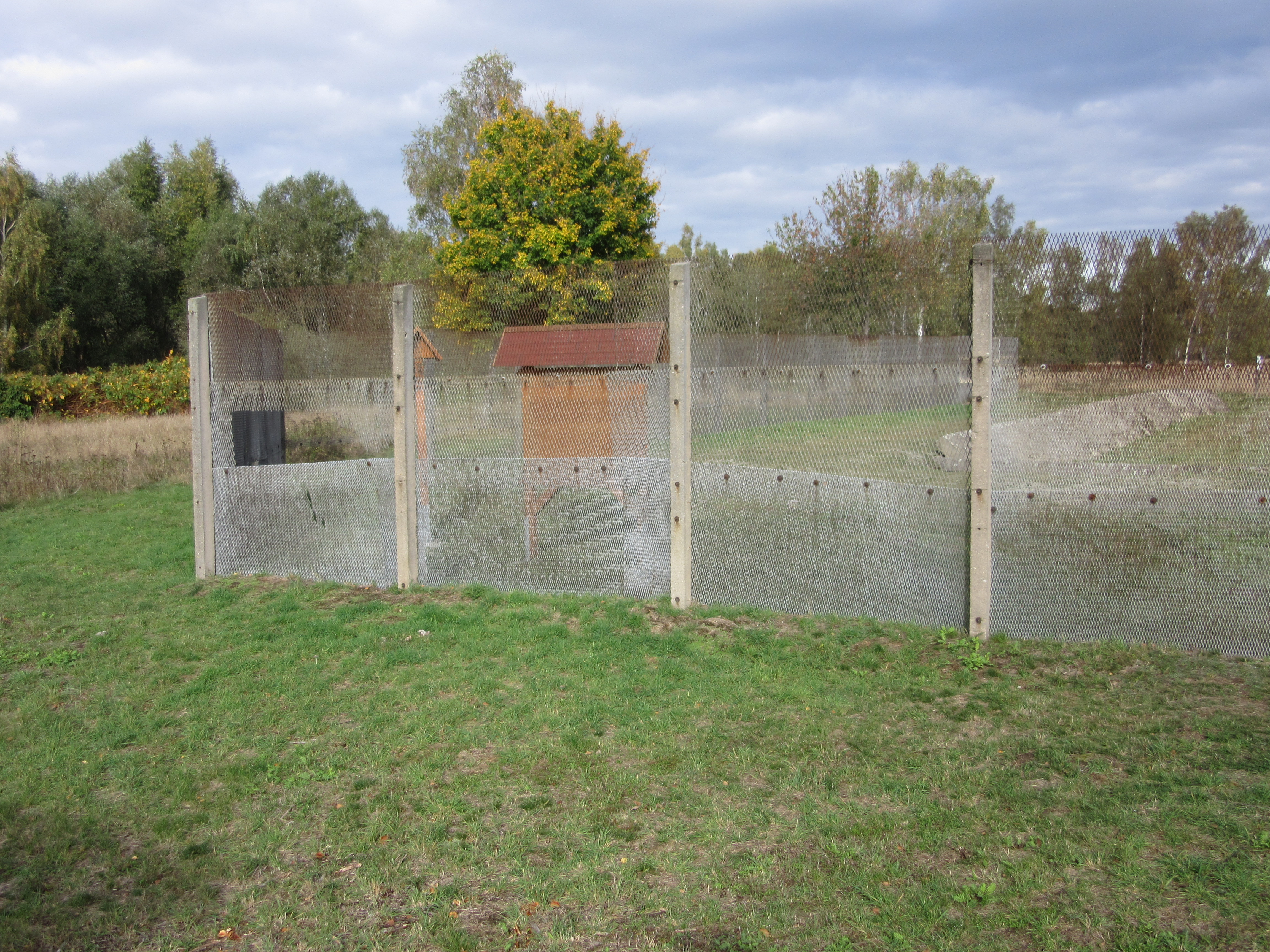
Grenzzaun
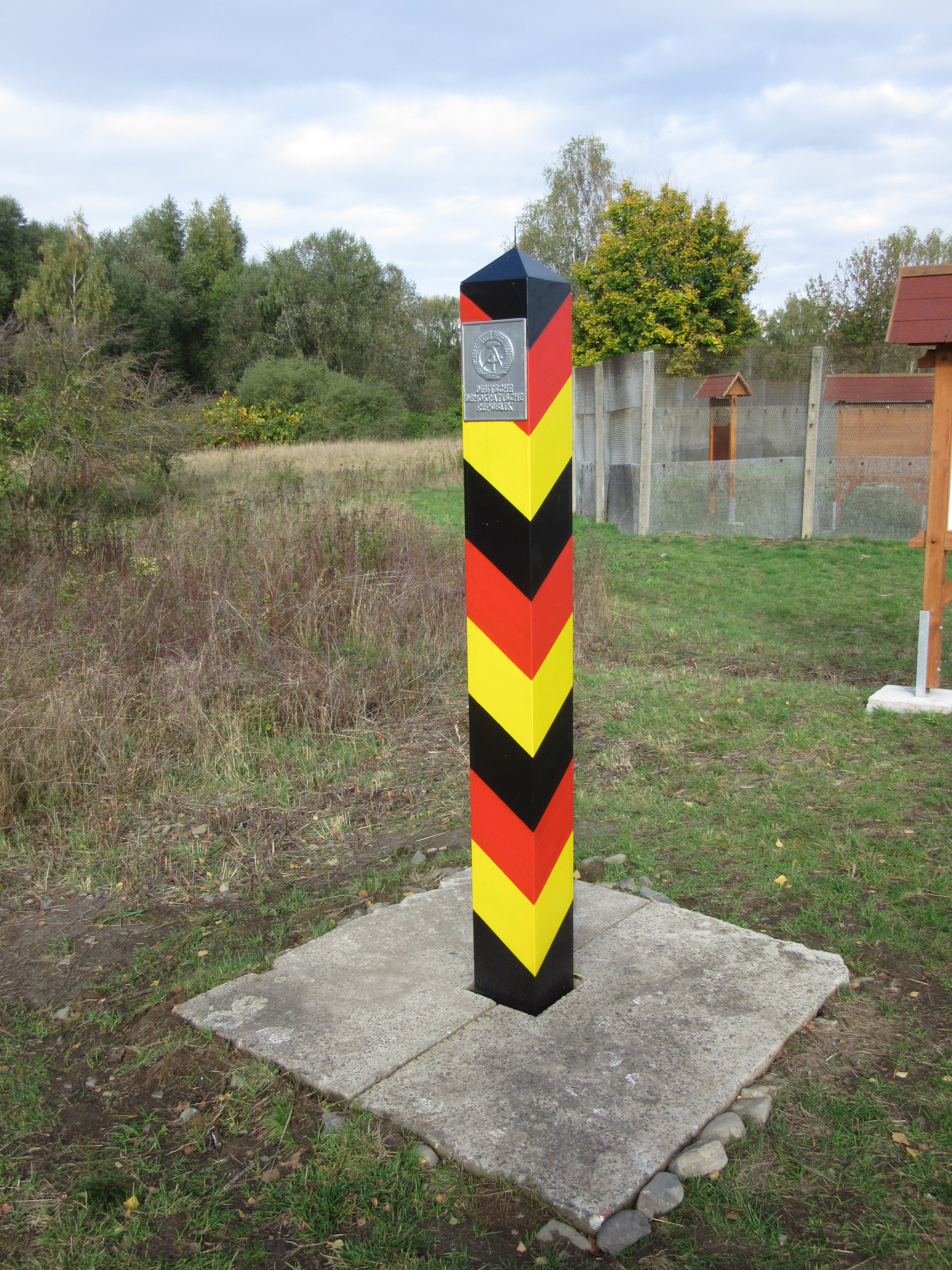
Nachgebildeter Grenzpfahl aus Stahl als Mahnmal

In der Nacht vom 8. zum 9. November 2019 wurde die Gedenkstätte zerstört, indem die Informationstafeln herausgerissen wurden. Die Informationstafel zur deutschen Teilung wurde abgesägt und umgestürzt. Der Staatsschutz nahm die Ermittlungen auf. Die Unterrichtungstafeln wurden später wieder aufgestellt.